# NGC 5988
NGC 5988 (również PGC 55921 lub UGC 9998) – galaktyka spiralna z poprzeczką (SBcd), znajdująca się w gwiazdozbiorze Węża. Odkrył ją Lewis A. Swift 17 kwietnia 1887 roku. Jest to galaktyka z aktywnym jądrem typu LINER.